# Starset
Starset es una banda de rock alternativo de Columbus, Ohio, fundada en 2013 por Dustin Bates, Ron DeChant,  Brock Richards y Adam Gilbert.
Después de un año lanzaron su álbum debut, Transmissions. El disco debutó en el puesto número 107 en la lista Billboard 200 y en el número uno en el Top Heatseekers, vendiendo 121 000 unidades en los Estados Unidos. Del álbum se extrajeron tres sencillos, «My Demons», Carnivore y «Halo». El primero alcanzó el puesto número cuarenta y nueve en el conteo Alternative Songs.
Después de tres años Starset lanzaría su segundo álbum de estudio, Vessels, este produjo cuatro sencillos: «Monster», «Satellite», «Ricochet» y «Last to Fall». El más exitoso de estos fue «Monster», el cual entró en la lista Mainstream Rock Tracks siendo el número dos.
Dos años después del Lanzamiento de Vessels. Starset lanza su tercer álbum de estudio, titulado Divisions, El 13 de septiembre de 2019.  Con seis sencillos: «Manifest», «Echo», «Stratosphere», «Faultline», «Solstice» y el sencillo que sobre salió más de este álbum fue «Trials».
Tras dos años del lanzamiento de Divisions, el 22 de octubre de 2021, Starset lanza su cuarto álbum de estudio Horizons del cual, hubo cinco sencillos, «Infected», «The Breach», «Earthrise», «Leaving This World Behind», y «Symbiotic» y un track que fue muy sobresaliente «Icarus», los primeros sencillos fueron lanzados el 26 de abril y el 9 de septiembre, como adelanto de su nuevo álbum.

## Historia

### Formación
Starset fue formado por Dustin Bates, vocalista de Downplay, en 2013, tomó la función de vocalista principal, compositor y teclado. En la agrupación esta también Ron Dechant, quien formó parte de Downplay junto con Bates, que también quedaría como bajista, y por último, se incorporan Brock Richards y Adam Gilbert, estos últimos como guitarrista y baterista de la banda.

### Transmissions(2013-2015)
Se ha comparado la música de Transmissions al estilo de Linkin Park, Breaking Benjamin, Skillet, Thirty Seconds to Mars, Three Days Grace y R3D.

### Vessels(2016-2018)
Rob Graves, el productor de Transmissions declaró el 26 de enero de 2016 que la creación del segundo álbum de Starset oficialmente "Había comenzado"
Al anuncio de las fechas del tour en Europa con apoyo de Breaking Benjamin, Starset anunció que su segundo álbum estaría listo en otoño
El 4 de octubre de 2016 Starset publicó por las redes sociales la imagen de "Una novela gráfica de Marvel por venir en el Otoño del 2017" eso, en concordancia con una entrevista con Marvel en la "New York Comicon. La cual será una extensión del libro: "The Prox Transmission". Dustin Bates también declaro que el nuevo álbum seria "mucho más diverso" que el anterior, yendo desde el Metal hasta el Pop.
El 28 de octubre de 2016, Starset publicó la primera canción del nuevo álbum llamada: "Monster", El 4 de noviembre de 2016 Starset anuncio el nombre del nuevo álbum: "Vessels" y la fecha de su lanzamiento como el 20 de enero de 2017. La banda pasó gran parte de las giras de 2017 en apoyo del álbum. La banda realizó una gira con Black Satellite en la primera mitad de 2017. En julio de 2017, la banda tocó en "Rise Above Fest" de Seether, Shaun Morgan, junto a Shinedown y Halestorm. Un segundo sencillo del álbum, "Satellite", se lanzó en agosto de 2017, alcanzando el número 12 en el Billboard Mainstream Rock Chart.
La banda continuaría recorriendo la primera mitad de 2018, aunque Bates dijo que probablemente tomaría un descanso antes de buscar un tercer álbum con la banda. En cambio, estaba planeando lanzar música bajo un nombre de proyecto diferente - MNQN - que sería mucho más basado en electrónica.

### Divisions(2019-2020)
En agosto de 2019, la banda lanzó una segunda versión de la canción de Vessels "Bringing it Down", junto con el anuncio de una edición de lujo del álbum, titulada Vessels 2.0. Nueve pistas nuevas están configuradas para aparecer en los recipientes 2.0 . Estas pistas consisten en versiones "reimaginadas", acústicas y remezcladas de canciones de Vessels 2.0 originales con una versión de "Love You to Death" por Type O Negative. La fecha de lanzamiento del álbum prevista es el 28 de septiembre de 2019
. El comunicado de prensa de Vessels 2.0 también indicó que la banda planea lanzar su tercer álbum de estudio en 2019.
El 13 de mayo de 2019, Starset anunció que el tercer álbum se lanzaría el 13 de septiembre de 2019, junto con las fechas de la gira de otoño para los Estados Unidos. Las fechas de la gira de primavera 2020 para Europa y el Reino Unido se anunciaron el 2 de julio de 2019. El nombre del álbum Divisions, se anunció en agosto de 2019, junto con el lanzamiento de su primer sencillo, "Manifest".
Debido a la pandemia de COVID-19 en 2020, la mayoría de las giras de Starset se pospusieron y luego se cancelaron. Sin embargo, Starset lanzó la versión reinventada del sencillo "Trials" y la versión remix de "Waking Up" en agosto de 2020 y diciembre de 2020.

### Horizons(2021-2023)
En abril de 2021, la banda lanzó una versión de "Kashmir" de Led Zeppelin exclusivamente para Amazon Music, y una pista original titulada "Infected", de la banda sonora de Arknights. El 10 de septiembre de 2021, la banda anunció que su cuarto álbum de estudio Horizons, se lanzó el 21 de octubre de 2021,. También lanzaron un video musical para una nueva canción del álbum, llamada "The Breach", y lanzaron el lista de canciones para el álbum, revelando que la canción previamente lanzada, "Infected" también estaría en el álbum, ahora en 2022 se lanzaron los videos de dos canciones más del álbum, "Symbiotic" y "Icarus".
El 19 de agosto de 2022, Starset lanzó una canción en colaboración con Breaking Benjamin, llamada "Waiting on the Sky to Change", una reelaboración de una canción de la banda anterior de Bates, Downplay.

### Próximo quinto álbum(2024-presente)
El 3 de mayo de 2024, Starset lanzó el primer sencillo "Brave New World" y el video musical que lo acompaña. El 4 de julio de 2024 se lanzó el segundo sencillo, "Degenerate".
El 15 de agosto de 2024 se lanzó el tercer sencillo, "TokSik". El 8 de noviembre de 2024 se lanzó el cuarto sencillo, "Dystopia", con su videoclip. El 28 de febrero de 2025 se lanzó el quinto sencillo, "Dark Things", con su videoclip.

## Miembros
| Miembros actuales - Dustin Bates - voces, guitarra rítmica (2013–presente) - Brock Richards - guitarra, coros (2013–presente) - Ron DeChant - bajo (2013–presente) - Adam Gilbert - batería, percusión (2013–presente) | Músicos de apoyo en giras - Siobhán Cronin - violín, chelo (2017–presente) - Mariko M - violín (2014-presente) - Zuzana Engererova - chelo (2019-presente) Antiguos músicos de apoyo - Nneka Lyn - chelo (2016) - Jonathan Kampfe - chelo (2017 - 2019 ) |

## Discografía

### Álbumes de estudio
| Año  | Título | Posiciones en listas | Posiciones en listas | Posiciones en listas | Posiciones en listas | Posiciones en listas | Certificaciones |
| Año  | Título | US                   | ALE                  | AUS                  | CAN                  | US Alt.              | Certificaciones |
| ---- | --- | -------------------- | -------------------- | -------------------- | -------------------- | -------------------- | --------------- |
| 2014 | Transmissions - Lanzamiento: 8 de julio de 2014 - Discrografica: Razor & Tie - Formato: CD, LP, Descarga digital        | 49                   | —                    | —                    | —                    | 12                   |                 |
| 2017 | Vessels - Lanzamiento: 28 de septiembre de 2018 - Discrografica: Razor & Tie - Formato: CD, LP, Descarga digital        | 11                   | 85                   | 52                   | 60                   | 2                    |                 |
| 2019 | Divisions - Lanzamiento: 13 de septiembre de 2019 - Discrografica: Fearless Records - Formato: CD, LP, Descarga digital | 37                   | —                    | —                    | —                    | —                    |                 |
| 2021 | Horizons - Lanzamiento: 22 de octubre de 2021 - Discrografica: Fearless Records - Formato: CD, LP, Descarga digital     | —                    | —                    | —                    | —                    | —                    |                 |

### Sencillos
| Año  | Título                                                 | Posiciones   | Posiciones   | Posiciones | Posiciones | Certificaciones | Álbum         |
| Año  | Título                                                 | Rock Airplay | Rock Digital | US Main    | US Rock    | Certificaciones | Álbum         |
| ---- | ------------------------------------------------------ | ------------ | ------------ | ---------- | ---------- | --------------- | ------------- |
| 2013 | "My Demons"                                            | 26           | —            | 5          | 36         | - RIAA: Oro     | Transmissions |
| 2014 | "Carnivore"                                            | —            | —            | 16         | —          |                 | Transmissions |
| 2015 | "Halo"                                                 | 41           | —            | 16         | —          |                 | Transmissions |
| 2016 | "Monster"                                              | 14           | 16           | 2          | 27         |                 | Vessels       |
| 2017 | "Satellite"                                            | 40           | —            | 12         | —          |                 | Vessels       |
| 2018 | "Ricochet"                                             | —            | —            | —          | 49         |                 | Vessels       |
| 2019 | "Manifest"                                             | —            | —            | —          | —          |                 | Divisions     |
| 2020 | "Trials"                                               | —            | —            | —          | —          |                 | Divisions     |
| 2021 | "Echo"                                                 | —            | —            | —          | —          |                 | Divisions     |
| 2021 | "Infected"                                             | —            | —            | —          | —          |                 | Horizons      |
| 2022 | "Waiting on the Sky to Change" (con Breaking Benjamin) | 15           | 11           | 2          | 32         |                 | N/A           |
| 2024 | "Brave New Worl"                                       | —            | —            | —          | —          |                 | TBA           |
| 2024 | "TokSik"                                               | —            | —            | —          | —          |                 | TBA           |
| 2025 | "Dark Things"                                          | —            | —            | —          | —          |                 | TBA           |

### Vídeos musicales
| Año  | Canción                          | Director(s)          |
| ---- | -------------------------------- | -------------------- |
| 2013 | "My Demons"                      | Denver Cavins        |
| 2014 | "Carnivore"                      | Ramon Boutviseth     |
| 2015 | "Halo"                           | Corbin Thomas        |
| 2016 | "Monster"                        | Punk City            |
| 2017 | "Back to the Earth"              | Mungo Creative Group |
| 2017 | "Telepathic"                     | Dustin Bates         |
| 2017 | "Satellite"                      | Kyle Cogan           |
| 2018 | "Ricochet"                       | Nick Peterson        |
| 2018 | "Bringing It Down (Version 2.0)" | Brian Cox            |
| 2019 | "Manifest"                       | Andrew Donoho        |
| 2019 | "Where The Skies End"            | Caleb Mallery        |
| 2019 | "Diving Bell"                    | Caleb Mallery        |
| 2019 | "Stratosphere"                   | Caleb Mallery        |
| 2020 | "Trials"                         | Nick Peterson        |
| 2021 | "Echo"                           | Dan Fusselman        |
| 2021 | "The Breach"                     | Nicholas Peterson    |